# Metro de Incheon
El Metro de Incheon es un ferrocarril metropolitano que sirve a la ciudad de Incheon, y la conecta con Seúl, capital de Corea del Sur.
Se compone de dos líneas con una longitud de 58,5 km y 56 estaciones. Asimismo, se conecta con una línea Seúl-Incheon, que constituye una prolongación del metro de Seúl.

## Historia

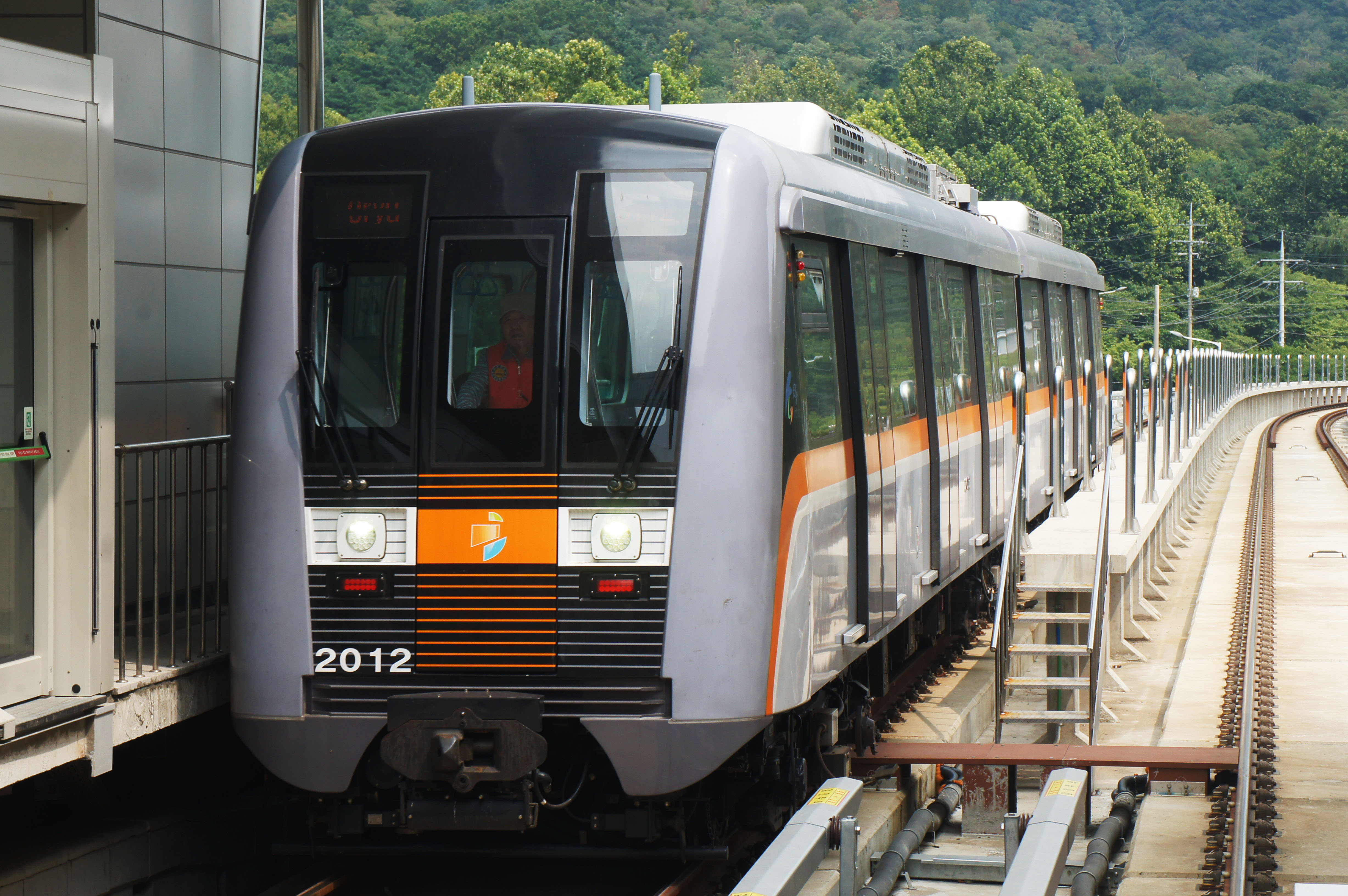
Un tren en la Línea 2.

Los primeros trabajos para la construcción de la Línea 1 del metro comenzaron en 1993, cuando la Corporación de Tránsito de Incheon (인천교통공사) fue fundado. Sus primeros ensayos se hicieron en el marzo de 1999. En el 6 de octubre de 1999, la Línea 1 comenzó operaciones entre las estaciones Bakchon y Dongmak. Una estación adicional al norte de la estación Bakchon (Gyulhyeon) abrió en el 7 de diciembre del mismo año.
En el 16 de marzo de 2007, la Línea 1 fue extendido de Gyulhyeon a la estación Gyeyang para proporcionar un punto de transferencia a la línea AREX (una línea de ferrocarril que conecta el centro de Seúl con el Aeropuerto Internacional de Incheon). Una extensión de Dongmak a la estación International Business District fue inaugurado en el 1 de junio de 2009.
En el 26 de junio de 2009, la construcción de la Línea 2 del metro comenzó. Este línea fue planeado para abrir en el agosto de 2014. Sin embargo, debido a retrasos de construcción, la inauguración de la línea fue diferido. La línea fue inaugurado en el 30 de julio de 2016 entre las estaciones Geomdan Oryu y Unyeon.

## Líneas
| Línea | Línea Hangul | Terminal norte | Terminal sur                    | Estaciones | Longitud km |
|       |              |                |                                 |            |             |
| 1     | 1호선        | Gyeyang        | International Business District | 29         | 29,4 km     |
| 2     | 2호선        | Geomdan Oryu   | Unyeon                          | 27         | 29,1 km     |
|       |              |                |                                 |            |             |

Línea 1:
- Gyeyang; estación de transferencia a la línea AREX
- Gyulhyeon
- Bakchon
- Imhak
- Gyesan
- Universidad Nacional de Educación de Gyeongin
- Jakjeon
- Galsan
- Bupyeong-gu Office; estación de transferencia a la línea 7 del Metro de Seúl
- Bupyeong Market
- Bupyeong; estación de transferencia a la línea 1 del Metro de Seúl
- Dongsu
- 'Bupyeong-samgeori
- Ganseog Ogeori
- Incheon City Hall; estación de transferencia a la Línea 2
- Arts Center
- Incheon Bus Terminal
- Munhak Sports Complex
- Seonhak
- Shinyeonsu
- Woninjae
- Dongchun
- Dongmak
- Campus Town
- Technopark
- BIT Zone
- Universidad de Incheon
- Central Park
- International Business District

Línea 2:
- Geomdan Oryu (Complejo Industrial de Geomdan)
- Wanggil
- Geomdan Sageori
- Majeon
- Wanjeong
- Dokjeong
- Geomam; estación de transferencia a la línea AREX
- Geombawi
- Asiad Stadium (Gongchon Sageori)
- Seo-gu Office
- Gajeong (Lu1 City)
- Gajeong Jungang Market
- Seongnam (Geobuk Market); estación de transferencia a la línea 7 del Metro de Seúl (2020)
- West Woman's Community Center
- Incheon Gajwa
- Gajaeul
- Complejo Industrial Nacional de Juan (Incheon J Valley)
- Juan; estación de transferencia a la línea 1 del metro de Seúl
- Citizens Park (Culture Creation Zone)
- Seokbawi Market
- Incheon City Hall; estación de transferencia a la línea 1
- Seokcheon Sageori
- Moraenae Market
- Mansu
- Namdong-gu Office
- Incheon Grand Park
- Unyeon

Asimismo, la línea 1 del metro de Seúl se prolonga hasta Incheon, como se menciona arriba. Esta prolongación cuenta en Incheon con las siguientes estaciones, enumeradas de oeste a este:
Línea Seúl-Incheon (Línea 1 del Metro de Seúl)
- Incheon.
- Dongincheon.
- Dowon.
- Jemulpo.
- Juan; estación de transferencia a la línea 2
- Ganseok.
- Dongnam.
- Baegun.
- Bupyeong; estación de transferencia a línea 1
- Bugae.
- Songnae.
- Jung-dong.
- Bucheon.
- Sosa.
- Yeokgok.
- Onsu; estación de transferencia a la línea 7 del metro de Seúl

Esta última estación conecta hacia la línea 1 del metro de Seúl.

## Sistema de operadores
A diferencia del metro de Seúl, que cuenta con tres entidades de operadores, la línea 1 es servida íntegramente por la Corporación del Ferrocarril Metropolitano de Seúl o Seoul Metropolitan Rapid Transit Corporation, que asimismo tiene a su cargo las líneas 5, 6, 7 y 8 del metro de Seúl.